# Koumanthio Diallo
Pour les articles homonymes, voir Diallo.
Koumanthio Zeïnab Diallo, née en 1956 à Labé, est une écrivaine et sociologue guinéenne, d’expression peule et française.

## Biographie
Née dans la ville de Labé en 1956 Koumanthio Diallo a une formation initiale d’ingénieure agronome, avec un diplôme de l’université Gamal Abdel Nasser de Conakry,.
Elle travaille ensuite comme animatrice rurale, puis consultante sur le Programme des Nations unies pour le développement et pour des ONG ou pour des organismes internationaux, et comme sociologue  en milieu rural, intervenant sur les problèmes de santé, les violences faites aux femmes et contre les mutilations génitales féminines ,,.
Elle a  été la première femme à avoir édité un livre de poésie en Guinée, ses œuvres comprennent aussi des contes, des romans, de la littérature pour enfants et du théâtre, avec une quinzaine d'ouvrages, environ, à son actif,.
Elle s’inscrit et souhaite pérenniser une tradition poétique peuls, écrivant en langue peuls et en langue française,,. Elle réinvente de nouveaux textes à partir d'éléments entendus par le passé. Elle est fondatrice de la section guinéenne du PEN Club, et membre du Comité international des femmes écrivains et de plusieurs autres associations littéraires.
Elle est cofondatrice du Musée du Fouta Djallon et du Théâtre du Musée à Labé.

## Principales publications
- 1994 : Moi, femme, poésie.
- 1996 : Pellun Gondhi, Guinée, Éditions Ganndal.
- 1997 : Les épines de l'amour, Paris, L'Harmattan.
- 1997 : Pour les oiseaux du ciel et de la terre, Unicef, poésie,
- 1998 : Comme les pétales du crépuscule, poésie, Lomé, La Semeuse.
- 1999 : Comme une colombe en furie, poésie pour enfants, éditions Linda.
- 2000 : La morte de la guerre, théâtre.
- 2004 : Daado l'orpheline et autres contes du Fouta Djallon de Guinée, contes, Paris, L'Harmattan.
- 2004 : Le Fils du roi Guémé et autres contes du Fouta Djallon de Guinée, contes, Paris: L'Harmattan,Préface de Bernard Salvaing.
- 2005 : Les rires du silence, poésie, Torino, L'Harmattan.
- 2005 : Les humiliées, théâtre,Paris, L'Harmattan.
- 2007 : Ngôtté-le-génie de la chasse - conte du Fouta Djallon en Guinée, L'Harmattan.
- 2014 : Les fous du 7ème ciel ; Au-delà de l’excision, roman, Silex/Nouvelles du Sud.
- 2023 : Un secret, roman, aux éditions Yigui[8].